# Nogometni klub Lokomotiva Zagreb 2016-2017

## Rosa
| N. |                                 | Ruolo | Calciatore                 |
| -- | ------------------------------- | ----- | -------------------------- |
| 3  | Croazia (bandiera)              | D     | Fran Karačić               |
| 5  | Croazia (bandiera)              | D     | Siniša Rožman              |
| 8  | Croazia (bandiera)              | C     | Luka Begonja               |
| 9  | Croazia (bandiera)              | A     | Mirko Marić                |
| 11 | Croazia (bandiera)              | D     | Ivan Antunović             |
| 12 | Croazia (bandiera)              | P     | Danijel Zagorac (capitano) |
| 14 | Croazia (bandiera)              | C     | Luka Ivanušec              |
| 16 | Bosnia ed Erzegovina (bandiera) | C     | Josip Ćorić                |
| 17 | Albania (bandiera)              | C     | Endri Çekiçi               |
| 18 | Albania (bandiera)              | C     | Eros Grezda                |
| 19 | Albania (bandiera)              | D     | Herdi Prenga               |
| 20 | Croazia (bandiera)              | D     | Denis Kolinger             |
| 21 | Croazia (bandiera)              | C     | Tibor Halilović            |

| N. |                    | Ruolo | Calciatore         |
| -- | ------------------ | ----- | ------------------ |
| 23 | Croazia (bandiera) | P     | Ivan Filipović     |
| 25 | Croazia (bandiera) | A     | Jan Doležal        |
| 30 | Croazia (bandiera) | C     | Ivan Šunjić        |
| 31 | Croazia (bandiera) | D     | Luka Capan         |
| 36 | Croazia (bandiera) | A     | Dejan Radonjić     |
| 40 | Croazia (bandiera) | D     | Petar Bočkaj       |
| 44 | Croazia (bandiera) | D     | Ante Majstorović   |
|    | Croazia (bandiera) | C     | Andrijano Čarapina |
|    | Croazia (bandiera) | C     | Lovro Majer        |
|    | Croazia (bandiera) | D     | Ivan Lovrić        |
|    | Croazia (bandiera) | D     | Marko Stolnik      |
|    | Croazia (bandiera) | D     | Matej Rodin        |
|    | Kosovo (bandiera)  | D     | Amir Rrahmani      |